# Scymnus cockerelli
Scymnus cockerelli är en skalbaggsart som beskrevs av Thomas Casey 1899. Scymnus cockerelli ingår i släktet Scymnus och familjen nyckelpigor. Inga underarter finns listade i Catalogue of Life.